# Dany Locati
Dany Locati (Milano, 3 gennaio 1977) è un'ex skeletonista italiana.
Nata a Milano, ma residente a Villasanta, con la squadra del Bob Club Cristallo è stata per 5 volte campionessa italiana, e con la maglia azzurra ha disputato 5 edizioni dei campionati del mondo (miglior risultato, l'8º posto nel 2004), 2 edizioni degli europei (miglior risultato, il 6º posto nel 2004), 33 gare di Coppa del Mondo tra il 1999 e il 2006, e un'edizione dei Giochi olimpici invernali a Salt Lake City 2002, dove concluse nona sulla pista di Park City.
La sua ultima gara è stata una discesa di Coppa del Mondo a Calgary nel novembre del 2006, ma il ritiro, dovuto soprattutto a motivi fisici, era stato già annunciato nell'agosto precedente.